# 刚毛杜鹃
刚毛杜鹃（学名：Rhododendron setosum）为杜鹃花科杜鹃花属下的一个种。

## 扩展阅读
- 維基物種上的相關：刚毛杜鹃